# Maciej Paweł Błażejewski
Maciej Paweł Błażejewski (ur. 17 lutego 1960 w Krotoszynie) – mistrz optyki okularowej, magister nauk politycznych, starszy Kurkowego Bractwa Strzeleckiego w Krotoszynie i członek zarządu Cechu Rzemiosł Różnych w Krotoszynie.

## Życiorys
\Urodził się 17 lutego 1960 r. w Krotoszynie jako syn Stanisławy z d. Narkiewicz i Edwarda Błażejewskiego, mieszkańców Krotoszyna. Dziadek ze strony ojca Marian Błażejewski był z Krotoszyna, brał udział w I wojnie światowej w armii pruskiej, a po przejściu frontu był żołnierzem Armii Hallera. Babcia ze strony ojca Katarzyna Blażejewska z d. Tarnawska pochodziła z województwa rzeszowskiego. Dziadek ze strony matki Kazimierz Narkiewicz pochodził z Wilna, a matka ze strony matki Zofia Narkiewicz z d. Srzedzińska pochodziła z Białegostoku. W latach 1967-1975 uczył się w Szkole Podstawowej nr 8 im. Marii Skłodowskiej-Curie w Krotoszynie. W latach 1975-1977 uczył się w Zasadniczej Szkole Zawodowej Budowlanej w Bytomiu, a w latach 1977-1981 - w Technikum Przemysłu Mięsnego w Krotoszynie. Po uzyskaniu matury w 1981 r. studiował na kierunku nauk politycznych na Wydziale Nauk Społecznych Uniwersytetu im. Adama Mickiewicza w Poznaniu, które ukończył w 1986 r. Uzyskał dyplom magistra nauk politycznych. W latach 1986-1987 odbywał  służbę wojskową w Wojskowej Szkole Podchorążych w Strzegomiu, a potem został oddelegowany do 18 Dywizjonu Artylerii Samobieżnej w Krośnie Odrzańskim. Służbę skończył w stopniu ogniomistrza (sierżanta). W 1990 r. związał się z zakładem optycznym szwagra, a w 1994 r. założył swoją działalność i prowadzi razem z żoną Zakład Optyczny „OPTYMAR" s. c. w Krotoszynie. W 1994 r. zdał egzamin na czeladnika, a w 1999 r. na mistrza optyki okularowej.

## Działalność społeczna
Maciej Błażejewski w 1994 r. został członkiem Kurkowego Bractwa Strzeleckiego w Krotoszynie. W latach 1994-1999 był członkiem Rady Brackiej (zarządu) ds. imprez. W latach 2004-2010 był II podstarszym (wiceprezesem), a w latach 2010-2011 był I podstarszym. W 2011 r. zastąpił starszego bractwa (prezesa) Andrzeja Wawrzyniaka po jego śmierci i nadal piastuje tę funkcję. Od 2016 r. jest skarbnikiem Okręgu Ostrowskiego Zjednoczenia Kurkowych Bractw Strzeleckich RP.

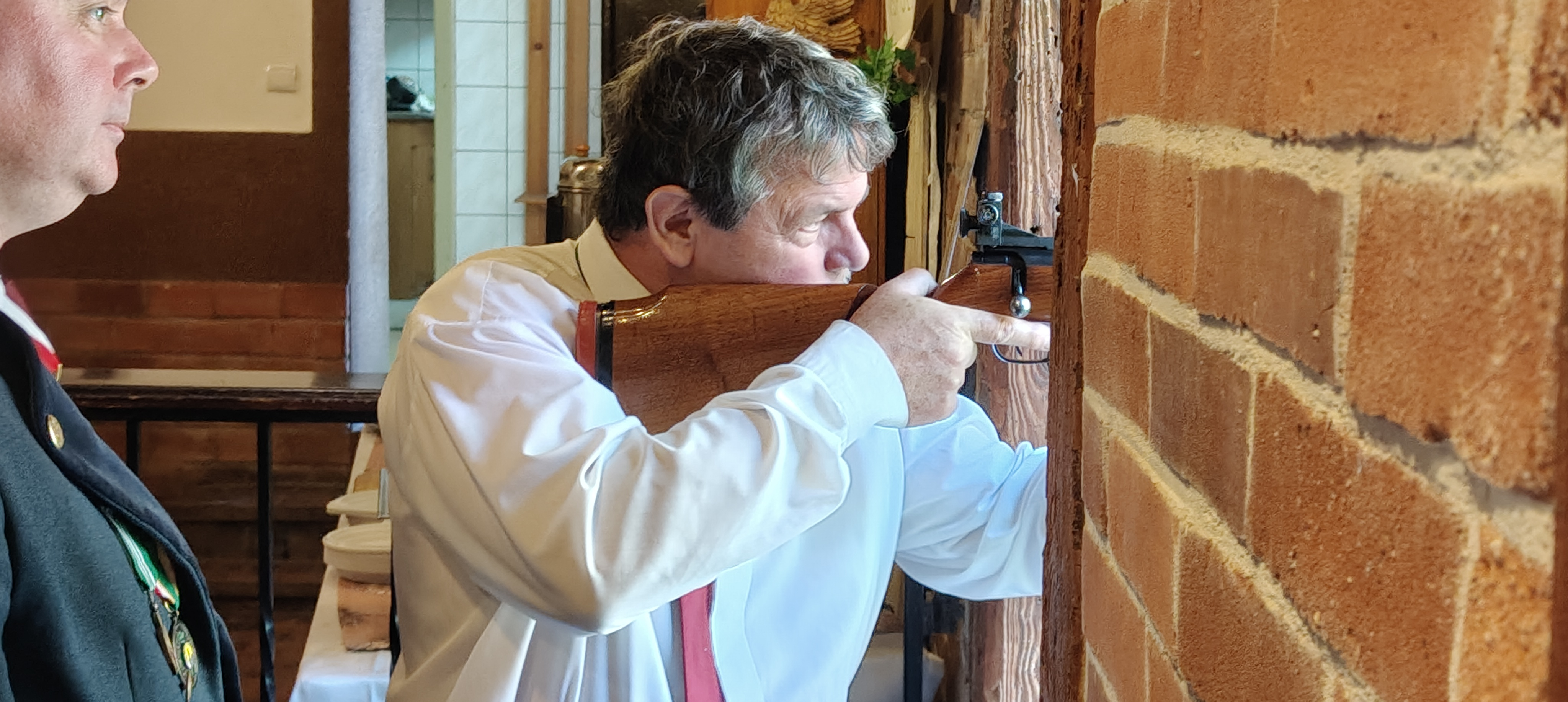
Maciej Błażejewski podczas XXVI Turnieju o Łańcuch Herbowy Krotoszyna - 31 maja 2025 r.

Maciej Błażejewski podczas zebrania walnego KBS Krotoszyn - 31 marca 2025 r.

Był królem kurkowym (2016, 2017, 2022, 2024), marszałkiem (1997, 2010, 2013) oraz rycerzem (2012). Był także mistrzem (2008, 2010, 2012, 2013, 2014, 2016, 2017, 2020, 2022 i 2024), I wicemistrzem (2009, 2021) i II wicemistrzem (2003, 2011) KBS w Krotoszynie. Wystrzelał też wysokie miejsca w Okręgu Ostrowskim Zjednoczenia Kurkowych Bractw Strzeleckich RP, gdzie był królem (2010), I rycerzem (1998, 2009, 2013), II rycerzem (1997) i mistrzem (2011, 2015).
W latach 90. XX w. został członkiem Cechu Rzemiosł Różnych w Krotoszynie. Był wcześniej wiceprzewodniczącym Komisji Rewizyjnej a obecnie jest członkiem zarządu.

## Odznaczenia
- Brązowy Krzyż Zasługi (2022)[11]
- Odznaka honorowa „Za zasługi dla województwa wielkopolskiego” (2023)[12]
- Gwiazda do Krzyża Komandorskiego Orderu Zasługi Zjednoczenia (2021)[13]
- Krzyż Komandorski z Mieczami Orderu Zasługi Zjednoczenia (2017)[14]
- Krzyż Komandorski Orderu Zasługi Zjednoczenia (2014)[15]
- Krzyż Oficerski Orderu Zasługi Zjednoczenia (2008)[16]
- Krzyż Rycerski Orderu Zasługi Zjednoczenia (2003)[17]
- Srebrny Medal za Zasługi dla Okręgu Centralnego ZKBS RP (2014)[18]

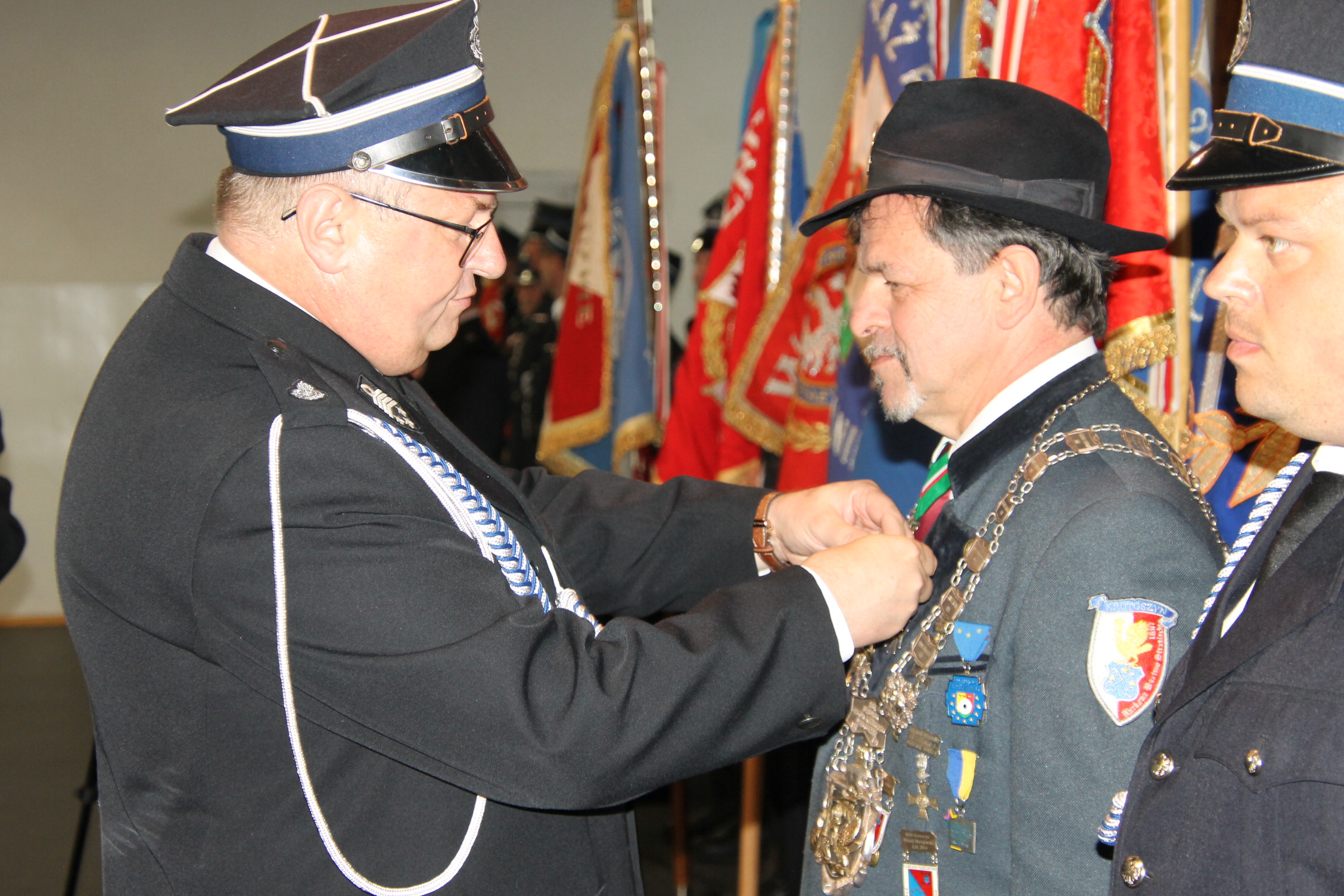
Maciej Błażejewski odznaczany przez wicemarszałka Województwa Wielkopolskiego Krzysztofa Grabowskiego, Krotoszyn, 6 maja 2023 r.

- Maciej Błażejewski odznaczany przez wicemarszałka Województwa Wielkopolskiego Krzysztofa Grabowskiego, Krotoszyn, 6 maja 2023 r. Brązowy Medal „Za Zasługi dla Pożarnictwa” (2023)[19]